# Deoxiribovirus
Un deoxiribovirus (numit și adenovirus) este un virus care conține ADN în genomul său. Acesta e mai stabil genetic, însă are și o diversitate mică.

## Exemple de deoxiriboviruși (adenoviruși)
- Bacteriofagi
- HPV sau virusul Papiloma
- Virusul varicelo-zosterian (variola)
- Virusul herpetic
- Virusul varicelei
- HBV sau virusul hepatitei B